# Dès que le vent soufflera
Pistes de Morgane de toi
Deuxième génération
Dès que le vent soufflera est une chanson de l'auteur-compositeur-interprète Renaud, première chanson de son 6e album Morgane de toi, sorti en 1983. Bien que n'étant jamais sortie en single, Dès que le vent soufflera est l’une des chansons les plus diffusées de son répertoire avec Mistral gagnant.

## Historique
Au début des années 1980, Renaud a de plus en plus de mal à vivre sa grande notoriété et envisage de prendre le large. Inspiré par les aventures similaires d'Antoine et de Jacques Brel, il décide à son tour de prendre la mer. Pour lui, naviguer représente le voyage, la liberté, l'aventure. Il se fait construire une goélette de quatorze mètres, le Makhnovchtchina, nommé d'après le mouvement révolutionnaire paysan ukrainien d'inspiration anarchiste. Avec, il compte naviguer aux quatre vents, avec ses copains, son épouse Dominique et leur fille Lolita (née en 1980).
Quelque temps avant de partir, il parle de sa passion pour la mer et de son bateau à son amie Dominique Lavanant, dont le père s'est noyé quand elle n'avait que deux ans. Elle lui cite alors « C’est pas l’homme qui prend la mer, c’est la mer qui prend l’homme » de l'aventurier Joseph Kessel. Cette phrase lui inspirera cette chanson lors d'une traversée de retour des Antilles vers la France du 23 juin 1983. Lolita se trouve sur ses genoux, quand la musique lui vient, en même temps que les paroles,.
Dans cette chanson, il relate sa vie sur son bateau et la vie de marin, avec son célèbre humour teinté d'autodérision. En la créant, il pense aussi à la chanson Santiano d'Hugues Aufray, qu'il adore. Il se souvient également que son amie lui avait raconté lors de ce même dîner que l'artiste américain William Fields, dont elle avait lu la biographie, ne buvait jamais d'eau à cause de toutes les choses que les poissons faisaient dedans. Cette phrase lui inspirera l'expression « la mer, c'est dégueulasse, les poissons baisent dedans ».
Ensuite, le titre est enregistré dans les mois suivant sa création à Los Angeles, dans le studio Rumbo Recorders (en), en compagnie des célèbres musiciens américains tels que le guitariste britannique Albert Lee. La chanson ne sortira jamais en 45 tours mais contribuera énormément au succès de l'album Morgane de toi, qui se vend à plus d'un million d'exemplaires.
A la fin de la chanson Renaud utilise le mot « lapin » (« allerons… de lapin »), qu'il ne faut pas prononcer sur un bateau, par superstition. De plus, le chanteur parraine en 1984 un trimaran de course, le Gérard Lambert.

## Albums live
- 1989 : Visage pâle rencontrer public (Album live du 11e Printemps de Bourges)
- 1996 : Paris-Provinces Aller/Retour (Live)
- 2003 : Tournée d'enfer (Live du Zénith de Lille)
- 2007 : Tournée Rouge Sang (Live)
- 2014 : La Bande à Renaud (Live en collégiale)

## Au cinéma
Sauf indication contraire, les informations mentionnées dans cette section peuvent être confirmées par le générique de fin de l'œuvre audiovisuelle présentée ici, ainsi que par la base de données cinématographiques IMDb,  présente dans la section « Liens externes ».
- 2003 : Wanted de Brad Mirman : dans une scène, les personnages interprétés par Johnny Hallyday et Renaud se disputent sur le choix de la station de radio ; l'un mettant celle qui diffuse Que je t'aime, l'autre (coupant court), passant sur la station qui joue Dès que le vent soufflera.

- 2010 : Shrek 4 : Il était une fin : L'âne chante cette chanson tandis que les deux sorcières qui ont capturé Shrek le conduit au château du nain Tracassin.
- 2012 : Angèle et Tony d'Alix Delaporte (fredonnée par Grégory Gadebois)
- 2015 : Entre amis d'Olivier Baroux (bande originale)